# 樋之口站
樋之口站（日语：／ Hinokuchi eki */?）是位於秋田縣平鹿郡平鹿町醍醐（現時：橫手市平鹿町醍醐），羽後交通橫莊線的鐵路車站（廢站）。
關於日文站名，曾經出現和兩種寫法，此條目的日文站名取自羽後交通橫莊線的研究書（著作：若林宣，Neko出版，2004年9月發行）所採用的寫法。

## 歷史
- 1918年（大正7年）8月18日：橫莊鐵道橫手站至沼館站之間開通，此站啟用[1][2][3][4]。
- 1944年（昭和19年）6月1日：公司改名為羽後鐵道。此線的名稱定為橫莊線。使此站成為羽後鐵道橫莊線車站[1][2][5]。
- 1947年（昭和22年）
  - 7月23日：當區發生暴雨，使路基和橋腳被損，橫莊線整段暫停營業，此站也暫停營業[3][6]。
  - 7月29日：橫手站至館合站之間重開，此站重開[3][6]。
- 1952年（昭和27年）2月15日：公司改名為羽後交通。使此站成為羽後交通橫莊線車站[1][2][3][5]。
- 1971年（昭和46年）7月20日：隨著橫莊線被廢除，此站也被廢除[1][2][3][5]。

## 車站構造
截至廢站前，此站是地面車站，設有1面1線的單式月台。月台是在路軌的南邊（老方方向的列車會開啟左邊車門）。此站沒有轉轍器，不可進行列車交會。
此站是無人車站，沒有站舍。月台東邊出入口附近設有候車室。候車室相對比較新。月台靠近橫手一方設有樓樣出入口。
關於此站的名稱，羽後交通的資料中出現了和兩種寫法。

## 車站周邊
車站周邊都是稻田。
- 善福寺

## 現狀
截至1999年（平成11年），由於車站附近進行土地整理項目，因此看不到車站遺跡。截至1999年（平成11年），車站附近的路軌遺跡變成了道路。

## 相鄰車站
羽後交通
橫莊線
橫手－樋之口－東淺舞
曾經此站與橫手站之間設有榮村站（榮村停留場）（在1918年（大正7年）8月18日啟用，在1921年（大正10年）5月1日廢除）。

## 注腳

## 相關項目
- 日本鐵路車站列表 Hi